# آنسیتروس
آنسیتروس یک گونه از ماهیان آب شیرین از خانواده مکنده‌دهانان از راسته گربه‌ماهی‌سانان است که بومی زیستگاه‌های آب شیرین در آمریکای جنوبی و کش. ر پاناما است. ماهی‌های این گونه در تجارت آکواریومی رایج هستند و به گربه ماهی بوشینوز یا بریستلنوز معروف هستند. در سرگرمی‌های آکواریومی اغلب به‌جای آن‌ها به‌عنوان بریسل نوز یا پوزه بوته‌ای پلکوs شناخته می‌شوند، اما این ممکن است منجر به سردرگمی شود زیرا «پلکو» بیشتر برای ماهی لجن‌خوار و متحدانش استفاده می‌شود و اغلب به عنوان یک اصطلاح مهم برای هر گونه لوریکارید اس که از راه دور شبیه آن گونه است استفاده می‌شود.

## طبقه‌بندی
گونه آن آنسیتروس cirrhosus است. این گونه بزرگ‌ترین گونه در تبار (زیست‌شناسی) Ancistrini است.
نام آنسیتروس از یونان باستان agkistron «قلاب» گرفته شده‌است. - اشاره ای به شکل ادونتودهای گونه. گونه‌های Pristiآنسیتروس, Thysanocara و Xenocara اکنون مترادف آنسیتروس هستند.

## شرح

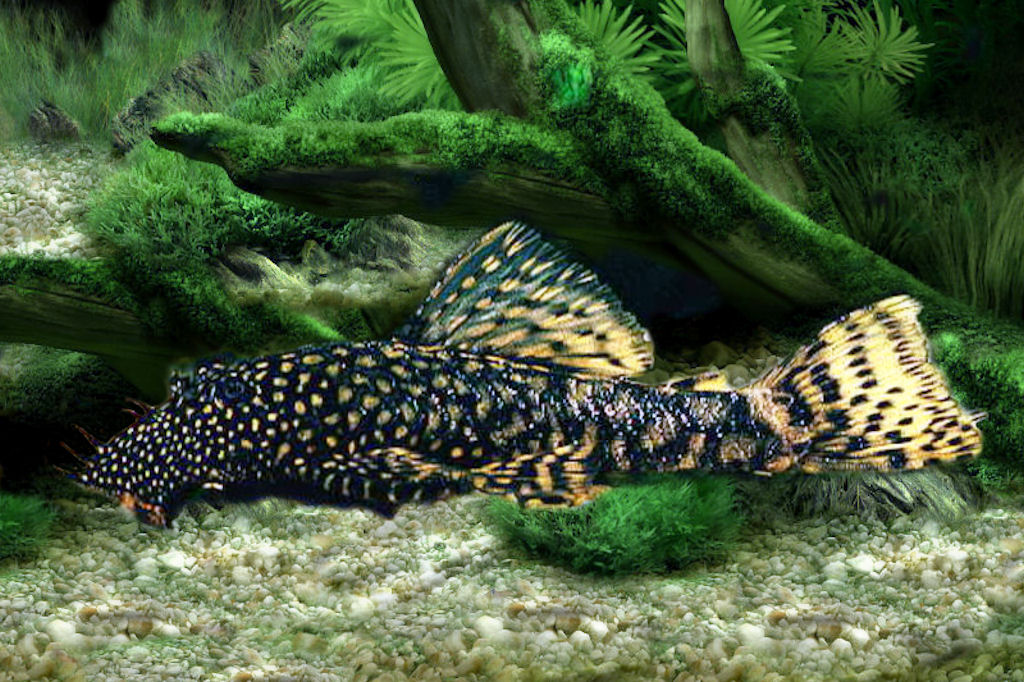
آنسیستروس سیروز

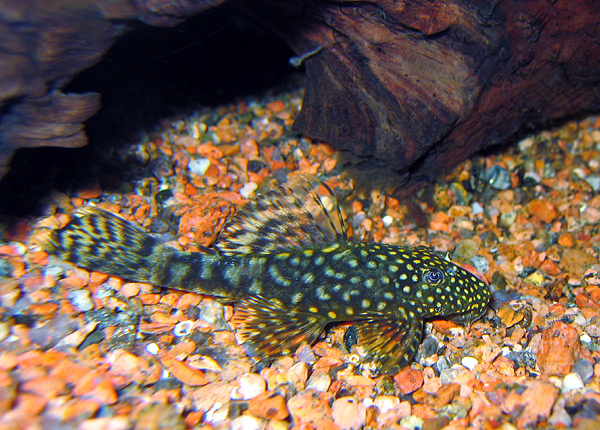
آنسیتروس sp.

گونه‌های آنسیتروس تمام ویژگی‌های معمولی لوریکاریدae را نشان می‌دهند. این شامل بدن پوشیده از صفحات استخوانی و دهان مکنده شکمی است. مشخصه ای که بیشتر با این گونه مرتبط است شاخک‌های گوشتی هستند که روی سر در مردان بالغ یافت می‌شوند. ماده‌ها ممکن است شاخک‌هایی در امتداد لبه پوزه داشته باشند اما آنها کوچکتر هستند و فاقد شاخک در سر هستند. شاخک‌ها، شاخک‌هایی که مستقیماً با ادنتودها مرتبط هستند، روی ستون فقرات باله سینه‌ای نرهای برخی گونه‌ها رشد می‌کنند. نرها همچنین دارای ادنتدهای برگشت‌پذیر گونه هستند که در ماده‌ها کمتر توسعه یافته یا وجود ندارد. آنها همچنین فاقد ادنتود در امتداد پوزه هستند. در مقایسه با لوریکاریید معمولی (پلکو)، بریستلنوز بیشتر کوتاهتر است (۴ تا ۶ اینچ یا ۱۵سانتی‌متر یا کمتر)، پهن‌تر و چاق تر با سر نسبتاً پهن‌تر. رنگ بیشتر قهوه ای خالدار، خاکستری یا سیاه است. لکه‌های کوچک سفید یا زرد رایج هستند. برخلاف بسیاری دیگر از پلکوهای لوریکاریید (که بسیاری از آنها بیشتر در اسارت از یک پا فراتر می‌روند)، طول پلکوهای بریستلنوز بیشتر بیش از شش اینچ نیست؛ بنابراین می‌توان آنها را در مخازن نسبتاً کوچک نگهداری کرد که به محبوبیت آنها در سرگرمی آکواریوم کمک می‌کند.
گونه‌های آنسیتروس در بین مهره‌داران دارای سیستم تعیین گونهیت X۰ هستند، که روش غالب در بسیاری از دودمان بندپایان است، اما در جاهای دیگر در قلمرو حیوانات بسیار نادر است.

## پراکندگی و زیستگاه
آنسیتروس یکی از وسیع‌ترین گونه‌های لوریکارید است و در بیشتر مناطقی که خانواده به‌طور کلی حضور دارند، نمایندگان یافت می‌شوند. گونه‌های زیادی در رودخانه‌ها و مناطق دشت سیلابی حوضه آمازون یافت می‌شوند، اما گونه‌های دیگری در مناطق گرمسیری آمریکای جنوبی و همچنین گونه‌هایی در جزیره ترینیداد و دو گونه A. centrolepis و A. chagresi در پاناما وجود دارند. سه گونه غار ماهی واقعی (تروگلوبیت) هستند: A. cryptophthalmus , A. galani و A. formoso. اینها تنها لوریکارییدهای شناخته شده‌ای هستند که سازگاری‌هایی با سبک زندگی زیرزمینی دارند، مانند کاهش رنگدانه (به‌طور کلی سفید به نظر می‌رسد) و چشم‌ها.

## نگهداری آکواریوم
در حالت طبیعی، گونه‌های آنسیتروس آب روان را ترجیح می‌دهند و بسیار می‌پسندند، بنابراین مخازن با جریان بیشتر برای نگهداری آنها در اسارت استفاده می‌شود. از آنجایی که آنها ماهیانی در کف هستند، بستر برای کف تانک لخت ترجیح داده می‌شود. مخلوطی از شن، خاک، و خاک رس اغلب به عنوان بستر برای آنسیتروس استفاده می‌شود.
اندازه تانک ماهی که برخی آن را حداقل برای ماهی‌های این گونه می‌دانند ۲۵ گالن است.

## گونه‌ها
در حال حاضر ۷۶ گونه شناخته شده آنسیتروس در این نوع وجود دارد:
- Ancistrus agostinhoi Bifi, Pavanelli & Zawadzki, 2009
- Ancistrus aguaboensis Fisch-Muller, Mazzoni & C. Weber, 2001
- Ancistrus amaris De Souza, Taphorn & Armbruster, 2019
- Ancistrus bodenhameri L. P. Schultz, 1944
- Ancistrus bolivianus (Steindachner, 1915)
- Ancistrus brevifilis (C. H. Eigenmann, 1920)
- Ancistrus brevipinnis (Regan, 1904)
- Ancistrus bufonius (Valenciennes, 1840)
- Ancistrus caucanus Fowler, 1943
- Ancistrus centrolepis Regan, 1913
- Ancistrus chagresi C. H. Eigenmann & R. S. Eigenmann, 1889
- Ancistrus cirrhosus (Valenciennes, 1836)
- Ancistrus claro Knaack, 1999
- Ancistrus clementinae Rendahl (de), 1937
- Ancistrus cryptophthalmus R. E. dos Reis, 1987
- Ancistrus cuiabae Knaack, 1999
- Ancistrus damasceni (Steindachner, 1907)
- Ancistrus dolichopterus Kner, 1854 (Bushy-mouth catfish)
- Ancistrus dubius C. H. Eigenmann & R. S. Eigenmann, 1889
- Ancistrus erinaceus (Valenciennes, 1840)
- Ancistrus eustictus (Fowler, 1945)
- Ancistrus falconensis Taphorn, Armbruster & Rodríguez-Olarte, 2010
- Ancistrus formoso Sabino & Trajano, 1997
- Ancistrus fulvus (Holly, 1929)
- Ancistrus galani A. Pérez & Viloria, 1994
- Ancistrus greeni (Isbrücker, 2001)[۷]
- Ancistrus gymnorhynchus Kner, 1854
- Ancistrus heterorhynchus (Regan, 1912)
- Ancistrus hoplogenys (Günther, 1864)
- Ancistrus jataiensis Fisch-Muller, A. R. Cardoso, J. F. P. da Silva & Bertaco, 2005
- Ancistrus jelskii (Steindachner, 1877)
- Ancistrus karajas R. R. de Oliveira, Rapp Py-Daniel, Zawadzki & Zuanon, 2016[۸]
- Ancistrus kellerae De Souza, Taphorn & Armbruster, 2019
- Ancistrus krenakarore R. R. de Oliveira, Rapp Py-Daniel, Zawadzki & Zuanon, 2016[۸]
- Ancistrus latifrons (Günther, 1869)
- Ancistrus leoni De Souza, Taphorn & Armbruster, 2019
- Ancistrus leucostictus (Günther, 1864)
- Ancistrus lineolatus Fowler, 1943
- Ancistrus lithurgicus C. H. Eigenmann, 1912
- Ancistrus macrophthalmus (Pellegrin, 1912)
- Ancistrus maculatus (Steindachner, 1881)
- Ancistrus malacops (Cope, 1872)
- Ancistrus maracasae Fowler, 1946
- Ancistrus marcapatae (Regan, 1904)[۷]
- Ancistrus martini L. P. Schultz, 1944
- Ancistrus mattogrossensis A. Miranda-Ribeiro, 1912
- Ancistrus maximus R. R. de Oliveira, Zuanon, Zawadzki & Rapp Py-Daniel, 2015[۹]
- Ancistrus megalostomus N. E. Pearson, 1924
- Ancistrus minutus Fisch-Muller, Mazzoni & C. Weber, 2001
- Ancistrus montanus (Regan, 1904)
- Ancistrus mullerae Bifi, Pavanelli & Zawadzki, 2009
- Ancistrus multispinis (Regan, 1912)
- Ancistrus nudiceps (J. P. Müller & Troschel, 1849)
- Ancistrus occidentalis (Regan, 1904)
- Ancistrus occloi C. H. Eigenmann, 1928
- Ancistrus parecis Fisch-Muller, A. R. Cardoso, J. F. P. da Silva & Bertaco, 2005
- Ancistrus patronus De Souza, Taphorn & Armbruster, 2019
- Ancistrus piriformis Fisch-Muller, 1989
- Ancistrus ranunculus Fisch-Muller, Rapp Py-Daniel & Zuanon, 1994
- Ancistrus reisi Fisch-Muller, A. R. Cardoso, J. F. P. da Silva & Bertaco, 2005
- Ancistrus saudades De Souza, Taphorn & Armbruster, 2019
- Ancistrus sericeus (Cope, 1872)[۷]
- Ancistrus stigmaticus C. H. Eigenmann & R. S. Eigenmann, 1889
- Ancistrus tamboensis Fowler, 1945
- Ancistrus taunayi A. Miranda-Ribeiro, 1918
- Ancistrus temminckii (Valenciennes, 1840)
- Ancistrus tolima Taphorn, Armbruster, Villa-Navarro & C. K. Ray, 2013[۱۰]
- Ancistrus tombador Fisch-Muller, A. R. Cardoso, J. F. P. da Silva & Bertaco, 2005
- Ancistrus trinitatis (Günther, 1864)
- Ancistrus triradiatus C. H. Eigenmann, 1918
- Ancistrus variolus (Cope, 1872)
- Ancistrus verecundus Fisch-Muller, A. R. Cardoso, J. F. P. da Silva & Bertaco, 2005
- Ancistrus vericaucanus Taphorn, Armbruster, Villa-Navarro & C. K. Ray, 2013[۱۰]
- Ancistrus yutajae De Souza, Taphorn & Armbruster, 2019

## بوم‌شناسی

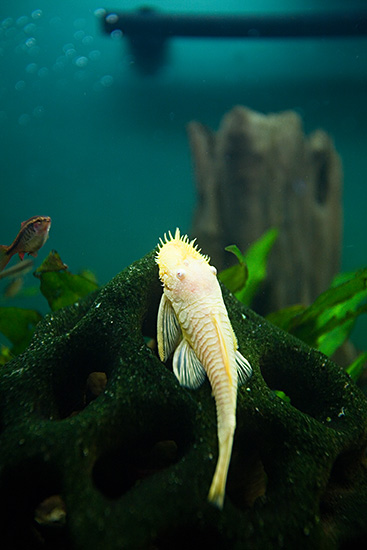
گربه ماهی آلبینو بریستلنوز در تجارت آکواریوم رایج است.

رژیم خوراکی این گونه برای یک لوریکارید معمول است - جلبک‌ها، آف‌ووچ‌ها و ریزه‌ها با رسوب، شن و ماسه که احتمالاً به‌طور تصادفی در کنار مواد خوراکی بلعیده شده‌اند. علی‌رغم گزارش‌هایی که در میان ماهی‌گیران وجود دارد مبنی بر اینکه آنها در رژیم خوراکی خود به چوب نیاز دارند، هیچ مدرک علمی تا به امروز از تغذیه اعضای این گونه از چوب حمایت نمی‌کند. بریستلنوزها مدرسه نمی‌روند، اما وقتی غذا نمی‌خورند پنهان می‌شوند، با این حال بچه‌ها بیشتر در مناطق کم‌عمق روشن در حاشیه آب یافت می‌شوند که آنها را در معرض شکار پرندگان قرار می‌دهد.
گونه‌های آنسیتروس توانایی دریافت اکسیژن را از طریق معده اصلاح شده خود دارند. این به آنها اجازه می‌دهد در شرایطی با سطح اکسیژن پایین زنده بمانند.
پرورش در حفره‌ها، غارها و حفره‌های گلی در سواحل انجام می‌شود. نرها ممکن است قبل از اینکه ماده به لانه نزدیک شود و لانه را بررسی کند، داخل حفره را با دهان مکنده خود تمیز کنند. خواستگاری شامل گسترش باله‌های پشتی و دمی و تلاش‌های نر برای همراهی ماده تا لانه است. در حالی که ماده لانه را بازرسی می‌کند، نر تماس نزدیک خود را حفظ می‌کند. ماده ممکن است ۲۰–۲۰۰ تخم چسبنده، بیشتر تا سقف حفره بگذارد.
زن هیچ نقشی در مراقبت از والدین ندارد. نر از بچه‌هایش مراقبت می‌کند. نرها با باله‌ها و دهان خود تخم‌ها و حفره را تمیز می‌کنند. نرها تخم‌ها را بازرسی می‌کنند تا تخم‌های بیمار یا نابارور را از بین ببرند و کلاچ را با باد کردن آنها با باله‌های سینه‌ای و لگنی خود هوادهی می‌کنند. در طول این مدت، یک نر بیشتر حفره را برای تغذیه ترک نمی‌کند، یا فقط گاهی اوقات و به سرعت برمی گردد. تخم‌ها در عرض ۴ تا ۱۰ روز در مدت ۲ تا ۶ ساعت از تخم خارج می‌شوند. نر به مدت ۷ تا ۱۰ روز پس از جوجه ریزی از تخم‌ها محافظت می‌کند. بچه ماهی‌ها در غار باقی می‌مانند، با دهان خود به دیوارها و سقف می‌چسبند، کیسه زرده خود را در ۲ تا ۴ روز جذب می‌کنند و به شنا آزاد می‌شوند.
نرهای این گونه‌ها رقابتی و قلمرو طلب هستند. نرها با قرار گرفتن خود به موازات یکدیگر، سر تا دم، با باله‌های پشتی و دمی راست و خارهای ادنتود گونه به سمت هم نمایش داده می‌شوند. اگر این به نبرد افزایش یابد، نرها دور یکدیگر حلقه زده و حملات خود را به سمت سر هدایت می‌کنند. اگر یک نر مزاحم موفق شود نر دیگری را از لانه بیرون کند، ممکن است بچه نر دیگر را آدمخوار کند.
بریستلنوز نر ممکن است به‌طور همزمان از چندین دسته تخم محافظت کند. ماده‌ها نرهایی را ترجیح می‌دهند که قبلاً از تخم‌ها محافظت می‌کنند و ممکن است نرهایی را ترجیح دهند که از لاروها محافظت می‌کنند. پیشنهاد شده‌است که شاخک‌ها ممکن است به عنوان یک تقلید ماهی برای جذب ماده‌ها عمل کنند، که به نرهای بدون تخم در لانه خود اجازه می‌دهد تا با نرهایی که از تخم‌ها محافظت می‌کنند رقابت کنند. چندین کلاچ در حالات مختلف رشد از تخم تا لاروهای آزاد شنا را می‌توان در یک لانه یافت.

## در آکواریوم

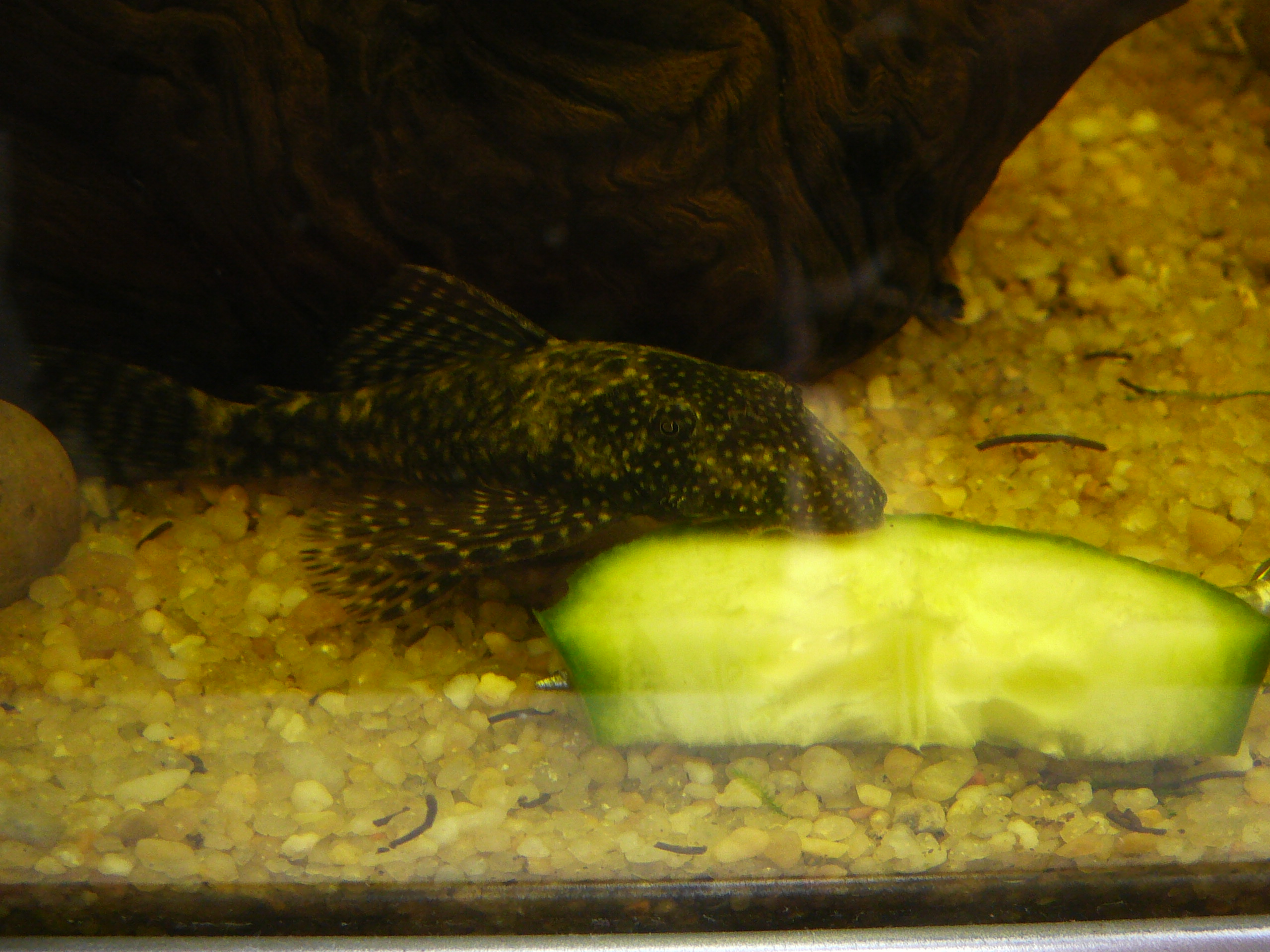
ماده آنسیتروس sp. روی یک تکه خیار

این ماهی‌ها اغلب توسط آکواریومی‌ها نگهداری می‌شوند، زیرا آنها جلبک خواران وظیفه‌شناس هستند و از نظر اندازه بالغ کوچکتر از پلکوهای معمولی هستند که بیشتر در فروشگاه‌های حیوانات خانگی دیده می‌شوند. آنها به ۱۵ می‌رسند سانتی‌متر در مردان و ۱۲ سانتی‌متر در ماده‌ها دمای توصیه شده آنها ۲۳–۲۷ درجه سانتیگراد است. طول عمر آنها تا ۱۲ سال است. آنها حیواناتی سرسخت هستند و به طیف وسیعی از شرایط آب تحمل می‌کنند. آنها به راحتی در اسارت تولید مثل می‌کنند و با اکثر ماهی‌های آب شیرین دیگر سازگار هستند. اگرچه بیشتر قهوه ای خالدار یا خالدار سیاه و خاکستری است، سایر گونه‌ها عجیب تر هستند. - لکه‌های زرد روشن در زمینه تیره یک الگوی رایج است. انواع آلبینو نیز رایج است. مورف آلبینو در اثر قرار گرفتن در معرض نور در طول رشد ایجاد نمی‌شود، این شکلی است که توسط ژنتیک کنترل می‌شود.
از نظر تاریخی، گونه‌های رایج آنسیتروس آنسیتروس cirrhosus و آنسیتروس temminckii بودند. گونه‌های دیگر در حال حاضر در دسترس هستند، اگرچه شناسایی دقیق آن دشوار است.
تغذیه آسان است، بریستلنوزها روی ویفرهای جلبکی/جلبکی و سایر موجودات در حال رشد سطحی و همچنین خوردن ویفر یا قرص جلبکی، غذای پولکی، کدو، اسفناج، خیار، کدو سبز، لوبیا سبز و حتی هویج خرد شده می‌چرند. آنها همچنین شناخته شده‌اند که کرم‌های خونی منجمد را به عنوان بخشی از رژیم خوراکی خود می‌پذیرند. نمونه‌های آکواریوم ممکن است به دلیل کمبود جلبک یا سایر مواد گیاهی گرسنه بمانند. ویفر جلبکی یا سایر غذاهای کم پروتئین توصیه می‌شود. نگهبانان باید مراقب باشند که شکم ظاهری فرورفته به خود بگیرد که نشان دهنده تغذیه ناکافی است.
تعیین گونه بسیار آسان است زیرا ماده فقط گاهی اوقات در اطراف لبه چانه موهای زائد دارد، در حالی که مرد آنها را تا مرکز سر قرار می‌دهد.
پرورش این گونه نیز امکان‌پذیر است. نرها ماده‌ها را به یک غار کوچک یا توخالی جذب می‌کنند، سپس از تخم‌ها پس از لقاح از طریق جوجه ریزی (۴ تا ۸ روز) محافظت می‌کنند تا زمانی که بچه ماهی‌ها آزادانه شنا کنند (۴–۶ روز پس از جوجه ریزی). آکواریوم فقط باید غار مناسب، غذا و یکی از هر گونه را تهیه کند.
در مورد ستون فقرات (ادنتود) باید احتیاط کرد. ; اگرچه خطر صدمات شخصی در این گونه اندک است، اما ماهیت قلاب دار ادنتودها به این معنی است که بریستلنوز ممکن است در مواد غیرطبیعی مانند فیلترهای اسفنجی و توری گیر کند.